# Fontana del Formiello

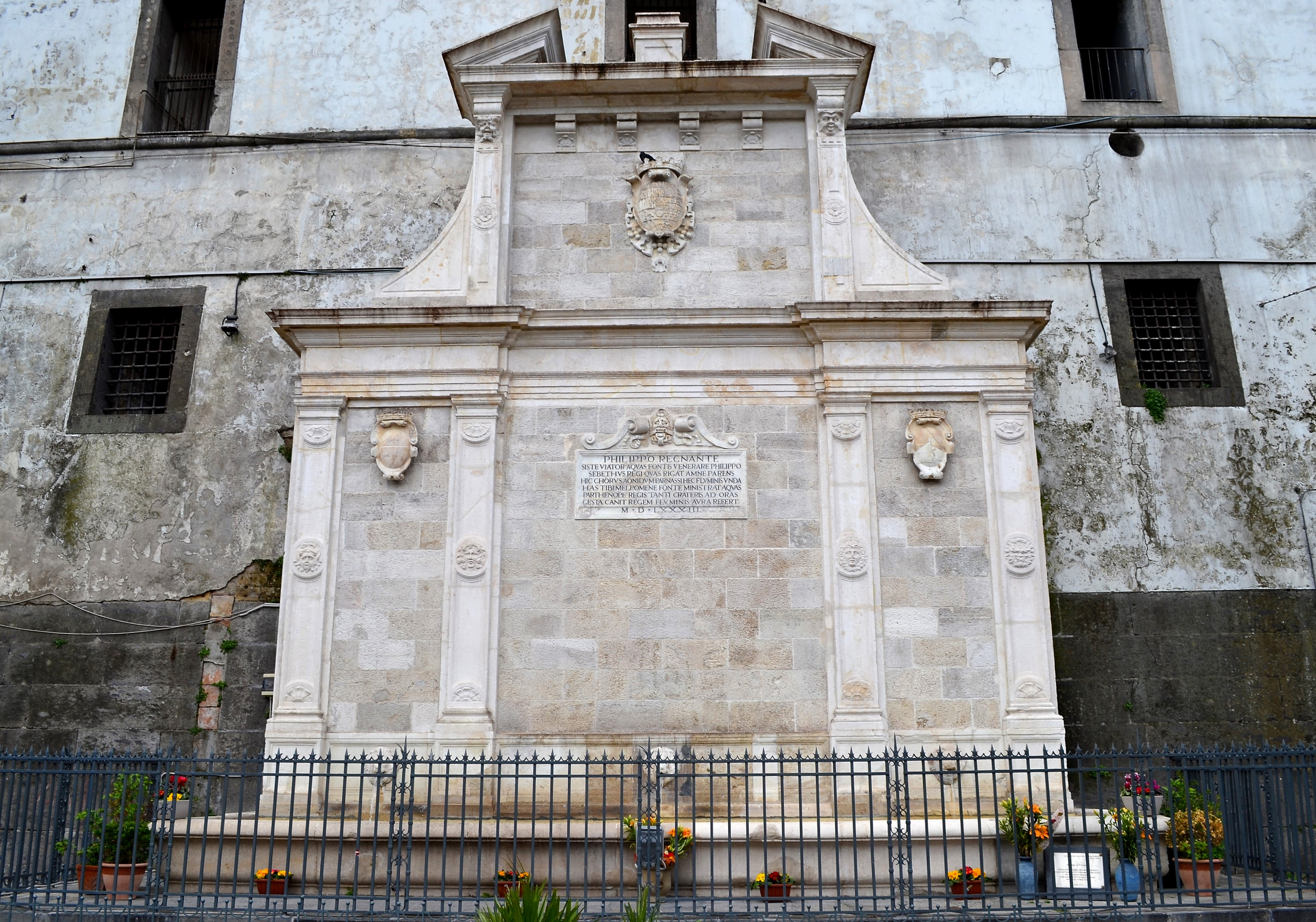
La fontana

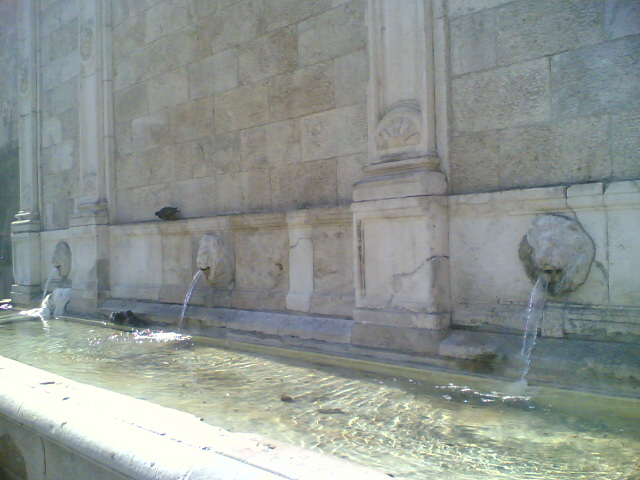
Particolare

La fontana del Formiello è una fontana di Napoli, ubicata in piazza Enrico De Nicola, alle spalle del Castel Capuano, nel quartiere San Lorenzo.
La fontana venne eretta nel 1573 su una precedente struttura omologa medievale, ormai in disuso. In origine il nome era Fontana reale con abbeveratoio.
Trae il suo nome attuale dal latino "ad formis", ossia "verso i condotti" dei canali dell'acquedotto della Bolla, che portavano l'acqua a Napoli. Il suo aspetto è una struttura architettonica in muratura, suddivisa in due ordini: in basso dove c'è la vasca, sono collocate tre maschere leonine dalla quali sgorga acqua, mentre nell'ordine superiore è posto lo stemma del viceré. Sono presenti anche quattro medaglioni, scolpiti a bassorilievo, con due volti maschili e due femminili, identificabili, forse , con le quattro stagioni. Inoltre, nel primo ordine in alto, al centro, è presente una lapide affissa dal viceré don Pedro Tellerz Giron duca d'Ossuna, datata 1583, che recita:
Alla fine del XVII secolo il viceré don Pedro Antonio d'Aragona, per abbellirla, provò ad apporvi la statua di Filippo IV di Spagna, poi rimossa dal popolo stesso, che non gradì l'offerta. Sul finire dell'Ottocento, la fontana fu smontata e riposta nei depositi comunali. Venne poi ricostruita nel 1930 e isolata con un recinto per apparire così come la vediamo oggi. Nel 2015 il monumento viene sottoposto ad opere di restauro finanziate grazie ad una raccolta fondi di associazioni culturali operanti nel quartiere San Lorenzo